# Péninsule de Lizard
La péninsule de Lizard est située en Cornouailles, au Royaume-Uni. Son extrémité, le cap Lizard, est le point le plus méridional de la Grande-Bretagne.

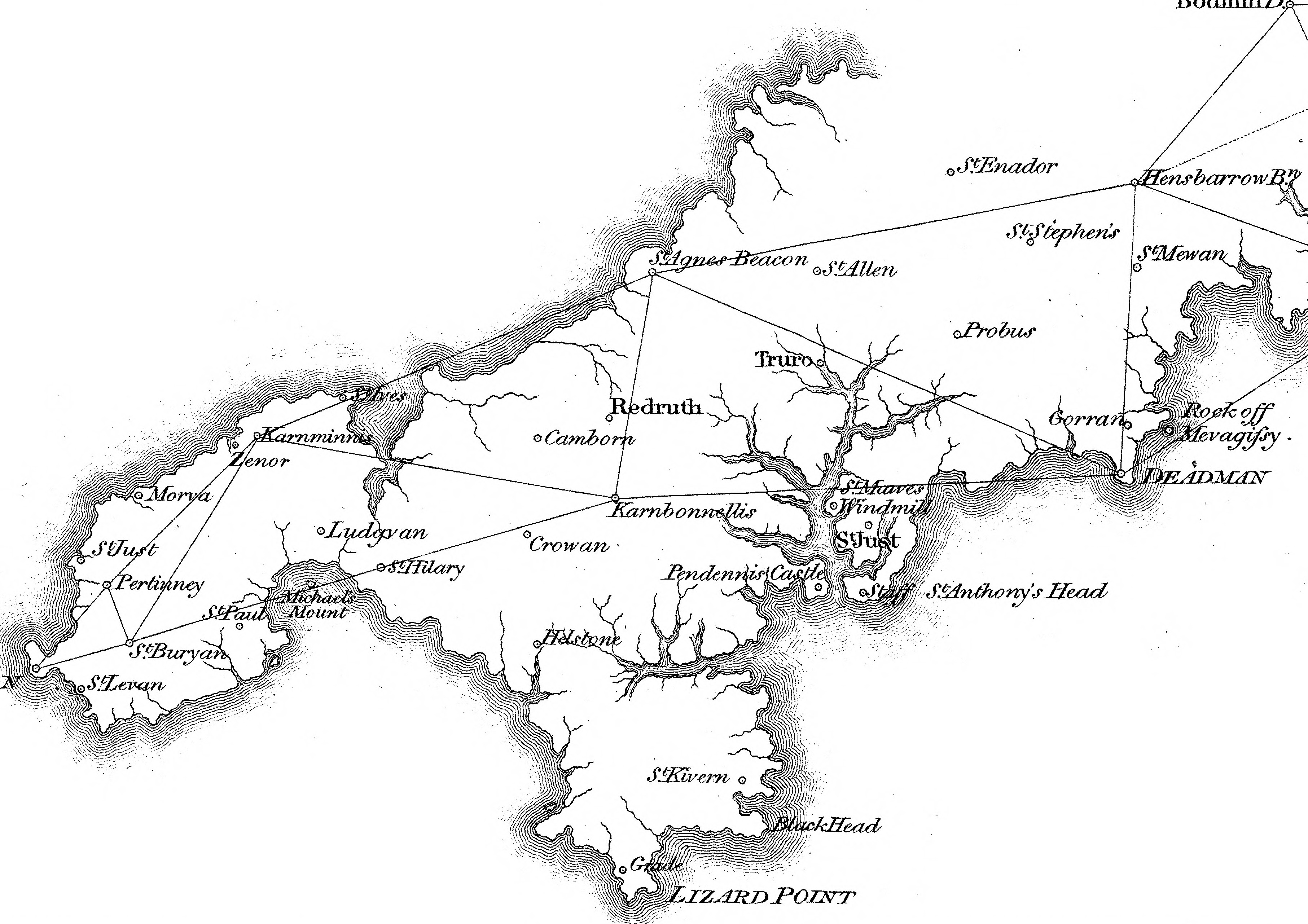
Une carte de Cornouailles de l'ouest

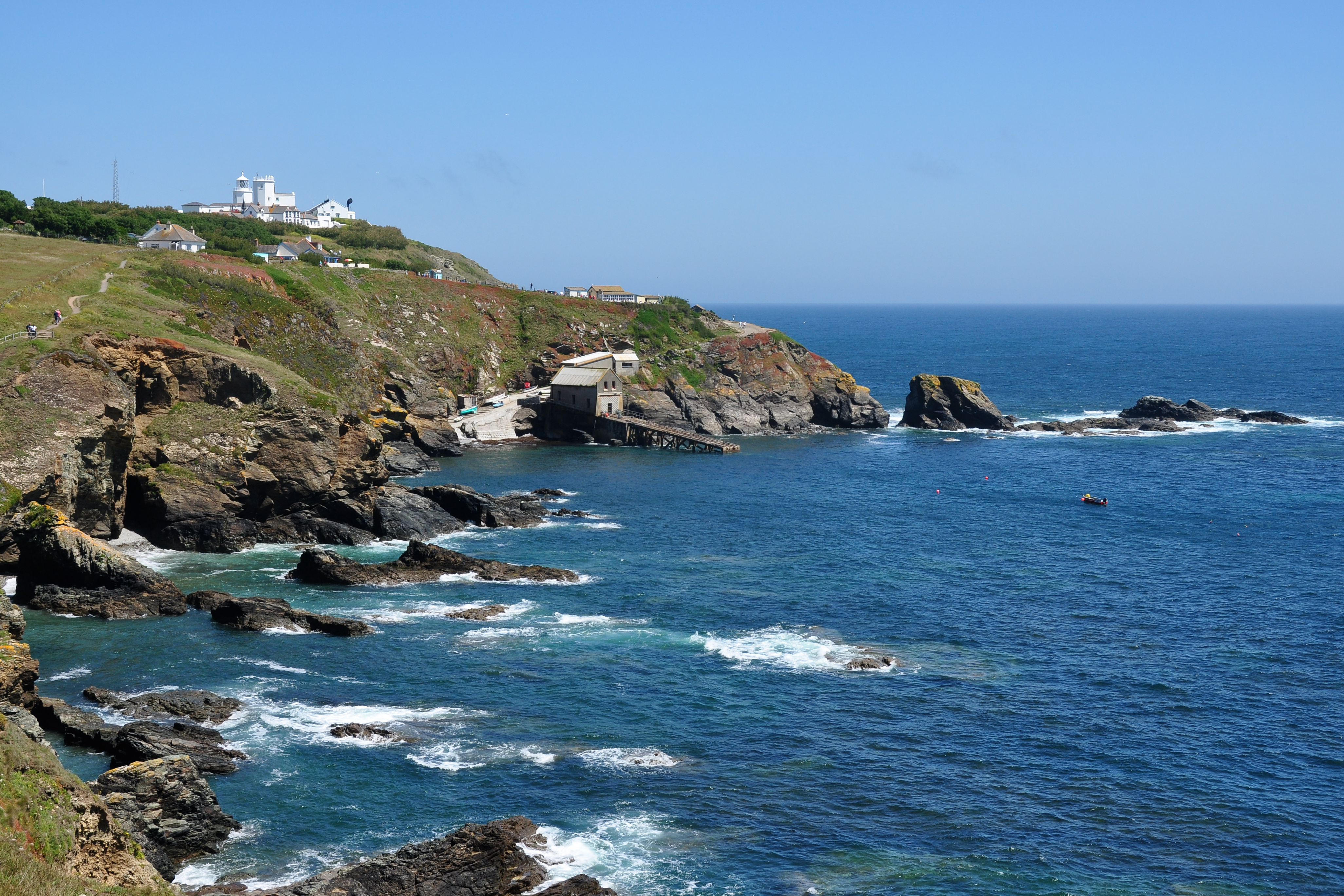
Cap Lizard

## Sites et bâtiments
- Bonython Manor, château de la fin du XVIIIe siècle.